# Trajtjo Kostov
Trajtjo Kostov, född 17 juni 1897 i Sofia, död 16 december 1949 i Sofia, var en bulgarisk kommunistisk politiker.

## Biografi
Kostov var, efter september 1944, förmodligen den mest aktive ledaren av det kommunistiska partiet i Bulgarien, även om han var mindre känd än Georgi Dimitrov och Vasil Kolarov. Efter att ha tagit del i partisanstriderna mot tyskarna utnämndes han 1946 till vice premiärminister.
Den 31 mars 1949 avskedades Kostov från sin post i ministerrådet och avskedades den 20 juni från centralkommittén och uteslöts ur partiet.  Han föll offer för Stalins utrensningar och avrättades, anklagad för titoism, men fick upprättelse 1956. Den rättsliga ogiltigförklaringen av domen gjordes av den bulgariska högsta domstolen den 6 november 1956. Detta beslut av domstolen offentliggjordes dock inte i den bulgariska pressen.